# КК Шлонск Вроцлав
КК Шлонск Вроцлав (пољ. WKS Śląsk Wrocław) је пољски кошаркашки клуб из Вроцлава. У сезони 2023/24. такмичи се у Првој лиги Пољске и у Еврокупу.

## Историја
Клуб је основан 1947. године. Прву титулу у националном првенству освојио је 1965. и закључно са 2002. годином уписао их је укупно 17, што га чини најтрофејнијим клубом тог такмичења. За Шлонск је посебно успешан био период од 1991. до 2002. током ког само у две сезоне није био првак државе. Рекордер је и у Купу Пољске чији је победник био 14 пута у размаку од 1957. до 2014. године.
У Евролиги није наступао још од сезоне 2002/03. У УЛЕБ купу учествовао је два пута - у сезони 2004/05. када је стигао до осмине финала, те у сезони 2007/08. када је такмичење завршио међу 32 најбоље екипе. Једина сезона Шлонска у ФИБА Еврочеленџу (тадашњем ФИБА Еврокупу) била је 2005/06. и тада је успео да се пробије у друштво 16 најбољих.

## Успеси

### Национални
- Првенство Пољске:
  - Првак (18): 1965, 1970, 1977, 1979, 1980, 1981, 1987, 1991, 1992, 1993, 1994, 1996, 1998, 1999, 2000, 2001, 2002, 2022.
  - Вицепрвак (6): 1963, 1964, 1972, 1978, 1989, 2004.
- Куп Пољске:
  - Победник (14): 1957, 1959, 1972, 1973, 1977, 1980, 1989, 1990, 1992, 1997, 2004, 2005, 2014.
  - Финалиста (2): 1956, 2008.
- Суперкуп Пољске:
  - Победник (16):1957,1962,1965,1970,1977,1779,1981,1987,1994,1998 ,1999, 2000, 2001, 2002, 2004, 2022
  - Финалиста (2): 2014, 2016

## Познатији играчи
- Алан Грегов
- Лин Грир
- Никола Јестратијевић
- Аријан Комазец
- Никола Малешевић
- Вук Радивојевић
- Хасан Ризвић
- Оливер Стевић
- Александар Трифуновић

- Миодраг Рајковић